# Natalie Dizdar
Natalie Dizdar (Zadar, 27 augustus 1984), ook bekend als Natali Dizdar en soms simpelweg als Natalie is een Kroatische zangeres die bekend werd door een tweede plaats in de talentenshow Story Supernova Music Talents, uitgezonden op Nova TV rond de herfst van 2003. In 2005 kwam haar eerste album uit, Natali Dizdar genaamd.